# Falling Slowly
Falling Slowly ist ein Song der irischen Künstler Glen Hansard und Markéta Irglová. Der Song erschien 2006 auf deren Album The Swell Season und war später Titelsong des Musikfilms Once. Mit dem Song gewannen Glen Hansard und Markéta Irglová den Oscar für den Besten Song bei der Oscarverleihung 2008.

## Hintergrund

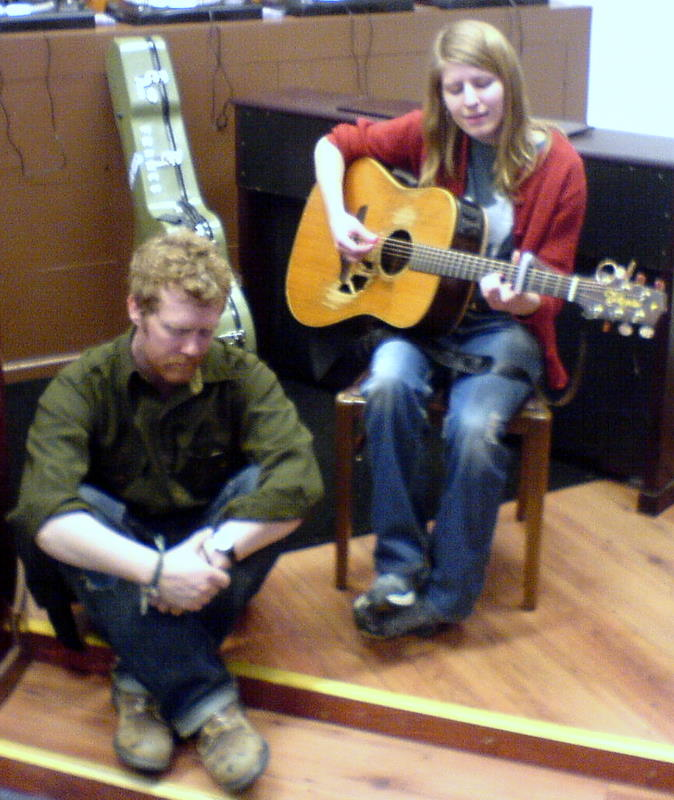
Glen Hansard and Markéta Irglová 2006

Während der Produktion des Filmes Once schrieben Glen Hansard und Markéta Irglová alle Songs für den Film. Sie spielen dort ein namenloses Duo, das zusammen in Dublin Straßenmusik macht. Der Song spielt im Film eine besondere Rolle. Regisseur und Drehbuchautor John Carney entwickelte das Drehbuch basierend auf der Musik des Duos. Die ersten Entwürfe entstanden bereits 2002, jedoch dauerte die Arbeit durch die Herangehensweise länger als geplant, auch verzögerte die Finanzierung das Projekt. Falling Slowly war einer der ersten Songs, die für den Film entstanden.
Der Song handelt von Hoffnung.

## Veröffentlichung
Die erste Version von Falling Slowly erschien bereits am 21. April 2006 auf dem gemeinsamen Album The Swell Season. Eine Version von Glen Hansards Band The Frames folgte noch im gleichen Jahr. Zudem war der Song auf dem Soundtrack des tschechischen Films Kráska v nesnázích zu hören. 2007 schließlich erschien der Soundtrack zu Once.

## Oscar-Kontroverse
Nachdem Falling Slowly für den Oscar als Bester Song nominiert war, trat die Frage auf, ob der Song auch tatsächlich die Bedingungen für einen Oscar erfüllt. Die Regeln sehen nämlich vor, dass der Song exklusiv für den Film geschrieben sein muss und vorher nicht veröffentlicht werden darf. Nun erschien der Film allerdings erst 2007 und mehrere Versionen des Songs bereits 2006. Die Jury beriet sich hinsichtlich der Umstände und sah durch die lange Produktionszeit die Bedingungen erfüllt. Zudem seien die vorherigen Veröffentlichungen nur in Europa vermarktet worden, so dass kein unredlicher Vorteil für den Song entstand. Der Song gewann schließlich auch den Oscar und machte beide Musiker weltweit bekannt.

## Chartplatzierungen
| ChartsChartplatzierungen       | Höchstplatzierung | Wochen |
| ------------------------------ | ----------------- | ------ |
| Deutschland (GfK)              | 74 (1 Wo.)        | 1      |
| Vereinigte Staaten (Billboard) | 61 (3 Wo.)        | 3      |
| Irland (IRMA)                  | 2 (24 Wo.)        | 24     |

| ChartsChartplatzierungen | Höchstplatzierung | Wochen |
| ------------------------ | ----------------- | ------ |
| Irland (IRMA)            | 16 (4 Wo.)        | 4      |

## Coverversionen
Es existieren zahlreiche Coverversionen des Songs. Er war auch Teil der Musical-Version des Films. Prominente Versionen:
- Joy Electric auf dem Album Favorites at Play (2009)
- Kris Allen coverte den Song in der 8. Staffel von American Idol
- Derek Webb auf dem Album Democracy Vol. 2 (2011)
- Il Divo auf dem Album Wicked Game in einer spanischen Version als Falling Slowly (Te Prometo) (2011)
- 2011 präsentierte Michael Schulte den Song in einem Duell gegen Laura und Victoria Maas bei der ersten Staffel von The Voice of Germany.[8] Dies machte den Song so populär, dass die Originalversion erstmals in die deutschen Singles-Charts kam.[5]
- Celtic Thunder auf Voyage (2012)
- Josh Groban auf All That Echos (2013)
- Collabro als Bonustrack für Stars (2014)
- John Owen-Jones auf Rise (2015)

## Popkulturelle Referenzen
- Die 29. Episode der 2. Staffel von The Last Man on Earth ist nach dem Lied benannt. Außerdem sangen Mike und Tandy das Lied und es war Teil der folgenden drei Episoden.[9]
- In der 6. Episode der 2. Staffel von Good Trouble singen Emma Hunton und Josh Pence den Song.